# Rioarribasuchus
Rioarribasuchus is een geslacht van uitgestorven aetosauria. Er zijn fossielen gevonden in de Chinle-formatie in Arizona en New Mexico die dateren uit het bovenste Laat-Carnien van het Laat-Trias.

## Geschiedenis
Desmatosuchus chamaensis werd in 2003 benoemd en gevonden in het Petrified Forest National Park van de Chinle-formatie in New Mexico. Er werd gesuggereerd dat het nauwer verwant was aan Paratypothorax en daarom gaf Parker het de naam Heliocanthus. Deze nieuwe geslachtsnaam werd echter voor het eerst voorgesteld in een niet-gepubliceerd proefschrift en voldeed dus niet aan de ICZN-regelgeving voor de naamgeving van een nieuw taxon.
Later gepubliceerde artikelen bevestigden de genetische scheiding van D. chamaensis van Desmatosuchus, maar de naam Heliocanthus bleef een nomen nudum tot 2007, waar het grondig werd herschreven in een artikel gepubliceerd door het Journal of Systematic Paleontology.
In een eerder eind 2006 gepubliceerd artikel werd echter D. xgamaensis toegewezen tot het nieuwe geslacht Rioarribasuchus. Als gevolg hiervan is Heliocanthus een jonger objectief synoniem van Rioarribasuchus omdat het geslacht anciënniteit heeft over Heliocanthus. De naam Rioarribasuchus werd echter gezien als een schending van de ethische code die is vastgelegd in Bijlage A van de International Code of Zoological Nomenclature en de kranten waarin de naam werd gebruikt, zijn zelfs beschreven als het beoefenen van 'intellectuele diefstal'.
Een artikel dat later in 2007 werd gepubliceerd in de wetenschappelijke blog Tetrapod Zoology bracht deze gebeurtenissen onder de aandacht van een breder publiek, en de controverse werd 'Aetogate' genoemd. Dit leidde tot een voortdurend debat over deze problemen onder paleontologen van gewervelde dieren, wat uiteindelijk leidde tot een onderzoek door de Society of Vertebrate Paleontology naar deze problemen en een antwoord dat medio 2008 werd gegeven met betrekking tot het onethische gedrag van de auteurs die Rioarribasuchus beschreven.